# بارانيلو
بارانيلو هي بلدية (البلدية) تقع في مقاطعة كامبوباسو في منطقة موليزي الإيطالية ، وتبعد حوالي 10 كيلومتر (6 ميل) جنوب غرب كامبوباسو . اسم هذه المدينة مشتق من مونتي فايرانو الذي كان بالسابق عبارة عن تل ساميتوم  وكانت قرية، الآن هي موقع أثري.
بارانيلو تقع بالقرب من حدود هذه البلديات : Busso، Colle d'Anchise، Spinete، Vinchiaturo.

## الناس
- بييرو نيرو ، الملحن الإيطالي وعازف البيانو الكلاسيكي ، ولد في بارانيلو.[4]

## روابط خارجية
- الموقع الرسمي باللغة الإيطالية